# Estádio Palestra Italia
O Estádio Palestra Italia, também conhecido popularmente como Parque Antarctica, foi um estádio de futebol pertencente à Sociedade Esportiva Palmeiras, localizado no distrito da Barra Funda, na zona oeste da cidade de São Paulo.
Em julho de 2010, deixou de receber partidas de futebol e demais eventos, em virtude do início das reformas para transformar o local em uma moderna arena multiúso, o Allianz Parque.
Antes da reforma, possuía capacidade para 27 650 pessoas, e em 1973 sua capacidade era de 31 704, segundo laudo do Corpo de Bombeiros divulgado pela Folha de S.Paulo, tendo recebido públicos maiores em sua história.
Após a conclusão do Allianz Parque, a nova arena do Palmeiras passou a ter capacidade para receber até 43 713 pessoas.

## História

### A Companhia Antarctica
No final do século XIX, a Companhia Antarctica Paulista criou o Parque da Antarctica, um espaço de lazer de trezentos mil metros quadrados para seus funcionários, próximo à fábrica, contendo uma vasta área verde (com um pequeno lago, coreto e bosques), parque infantil, restaurantes, choperia e áreas para a prática esportiva (incluindo pistas de atletismo, quadra de tênis e um dos primeiros campos de futebol da cidade). Com a chegada e a expansão do futebol, esse espaço passou a ser cada vez mais requisitado, e a empresa aproveitou a oportunidade ao alugar o campo de futebol para pequenos clubes da cidade no início do século XX.

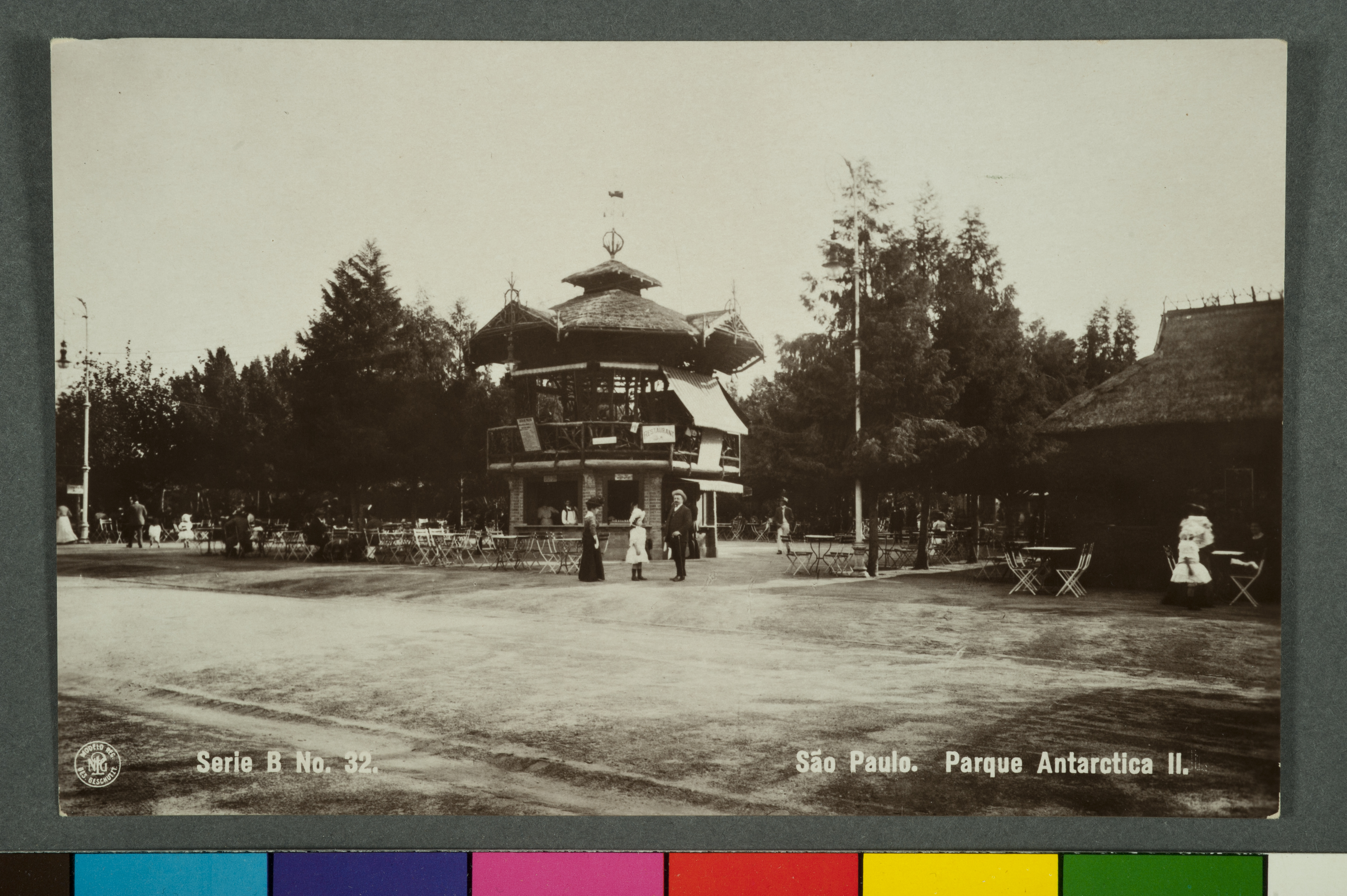
O Parque Antarctica em 1910

Além de se tornar um dos principais campos para a prática do futebol, o parque era referência para uma série de eventos ao ar livre, como exibições de boxe e até corrida de automóveis. Em julho de 1908, sediou a primeira corrida automobilística disputada na América do Sul, o "Circuito de Itapecerica", que terminou com vitória do paulista Sílvio Penteado.
Em 3 de maio de 1902, o Mackenzie College venceu por 2 a 1 o Sport Club Germânia no Parque da Antarctica, dando início ao primeiro campeonato oficial de futebol do Brasil, o Campeonato Paulista.

### Palestra Itália (Palmeiras)
No início, o Germânia (clube de origem alemã) mandava seus jogos no Parque Antártica, mas em 1916 a Companhia Antarctica Paulista alugou o estádio para o América F.C. (um clube paulistano que tinha esse nome em homenagem ao America do Rio de Janeiro). Esse clube, por sua vez, sublocou o estádio ao Palestra Italia no ano seguinte. O contrato previa que o América utilizaria o campo às terças, quintas, sábados, domingos e feriados na parte da manhã, enquanto o Palestra Italia utilizaria nos mesmos dias, no período da tarde, tanto para treinos como para as partidas oficiais.

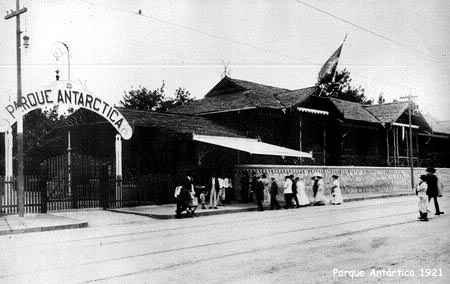
Fachada do estádio em 1921.

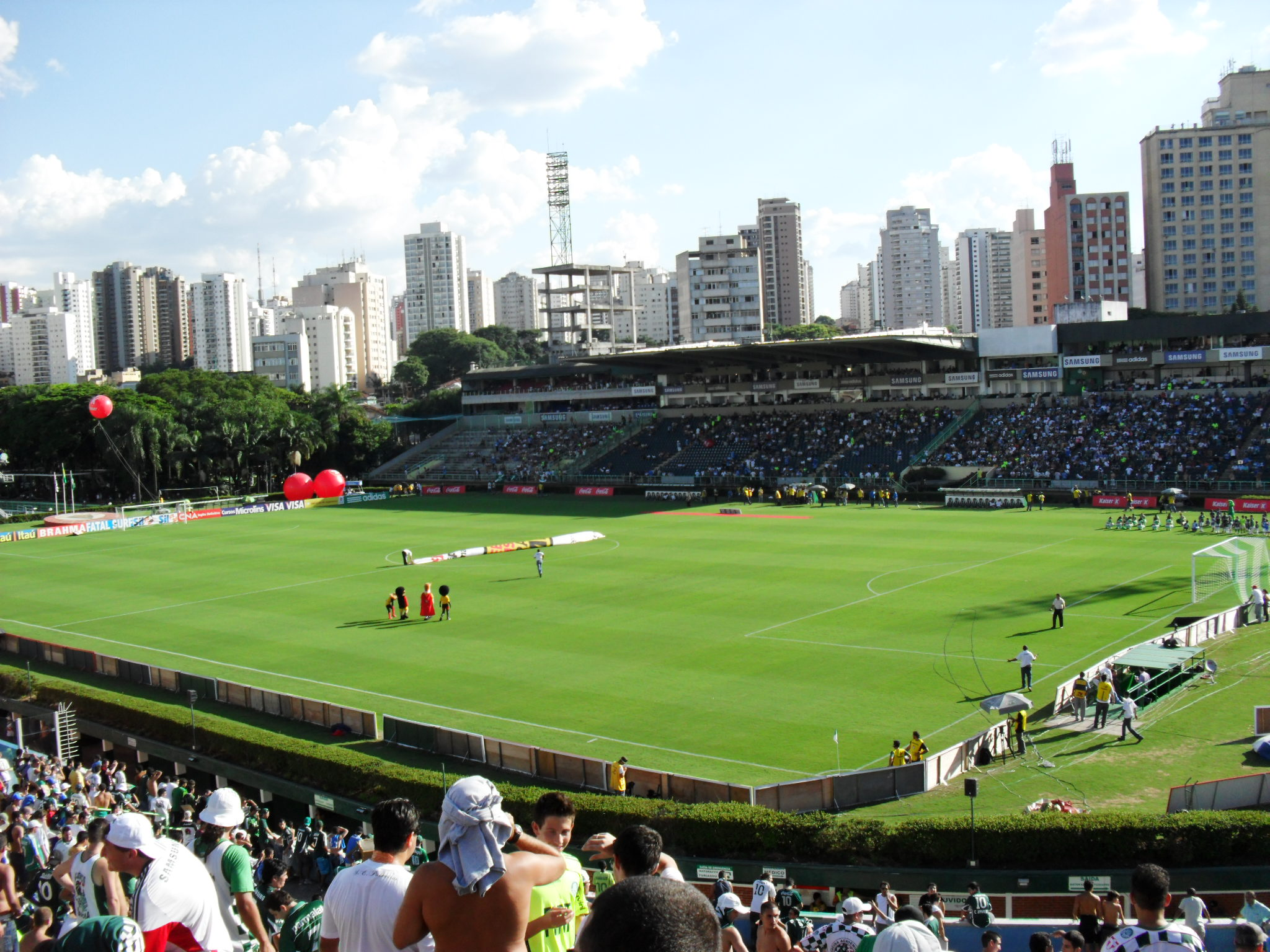
Vista interna do Estádio Palestra Italia em 2010.

Em 1920, o América afundou-se em problemas financeiros e acabou extinto. Em meio a isso, o Palestra Italia efetuou a compra do terreno, incluindo não apenas o estádio, mas também todas as outras instalações esportivas, pelo valor total de 500 contos de réis, sendo 250 contos à vista e outras duas parcelas anuais de 125 contos cada, além de um contrato perpétuo de venda dos produtos da Companhia Antarctica nas dependências do estádio.
Na época, isso chegou a ser chamado de "A Loucura do Século", porque muitos duvidaram que o Palestra pudesse pagar as prestações, já que era um clube ainda com poucos anos de existência e poucos recursos. Realmente, em 1922 o Palestra Italia não tinha condições de pagar a última parcela, e a solução foi vender uma parte do terreno para as Industrias Matarazzo (o terreno onde hoje existe um shopping center).

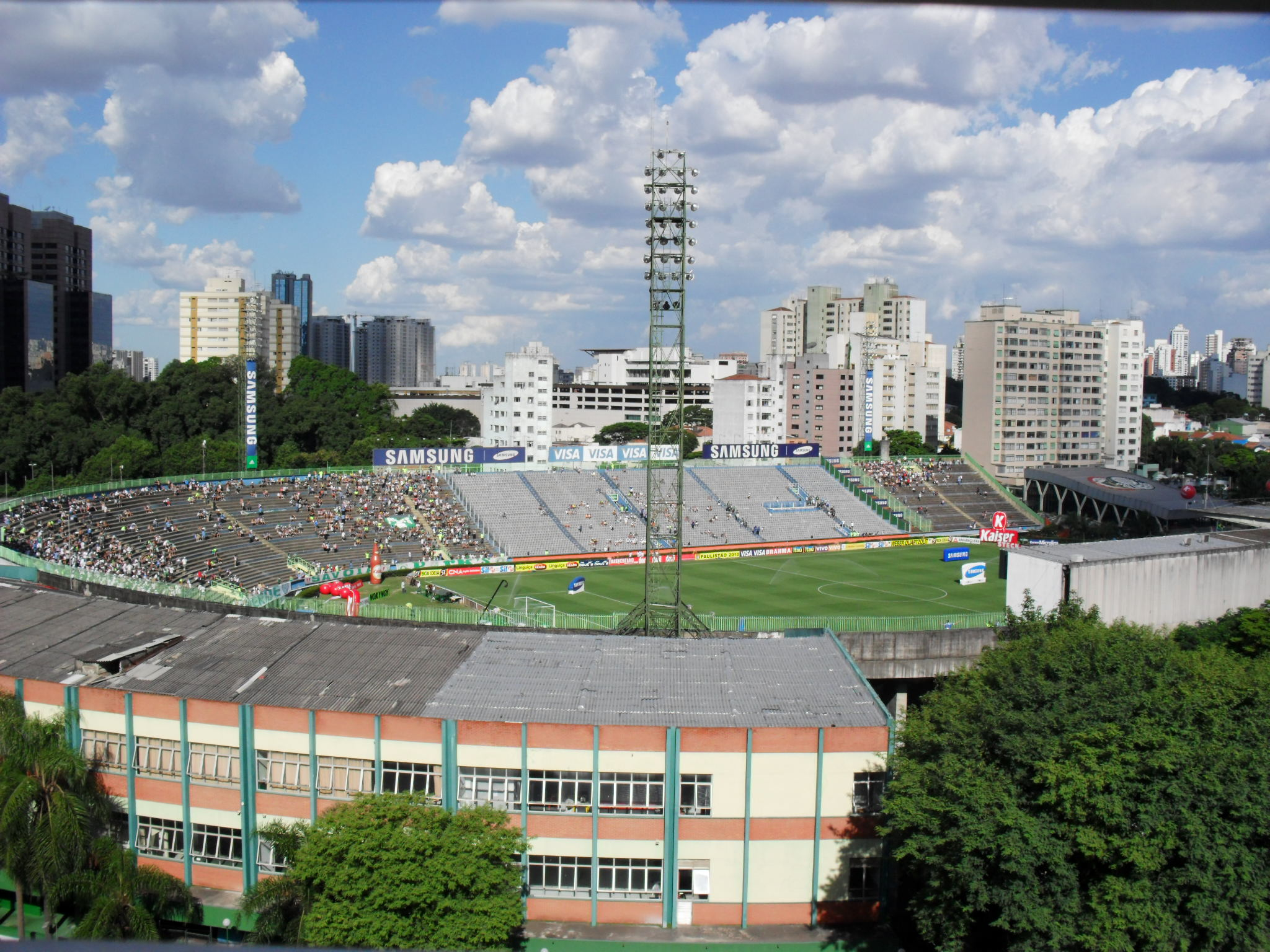
Vista lateral externa do Estádio Palestra Italia em 2010

Em cerca de treze anos, o clube investiu em grandes reformas, incluindo a da arquibancada geral, ainda de madeira, e a construção de uma imponente tribuna social, reservada aos associados do clube.
Foram construídas grandes arquibancadas em concreto armado e, em 13 de agosto de 1933, na partida Palestra Italia 6–0 Bangu (tendo Gabardo assinalado o primeiro gol), pelo Torneio Rio-São Paulo, foi inaugurado o "Stadium Palestra Italia", com capacidade para trinta mil torcedores. Neste mesmo período, a sede social do clube foi transferida do centro da cidade para o entorno do estádio.

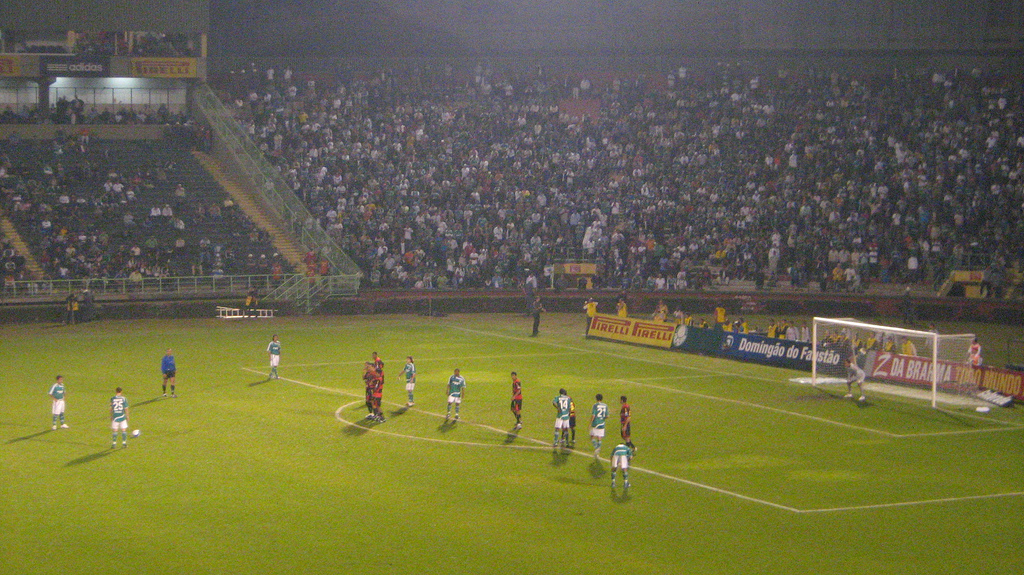
Jogo no Palestra Italia entre Palmeiras e Sport, em 2007

Em 18 de agosto de 1976, o Palmeiras conquistou seu 18.º título do Campeonato Paulista, ao vencer o XV de Piracicaba por 1 a 0, atingindo um público recorde de 40 283 pessoas (com 35 913 pagantes). O recorde anterior era da partida Palmeiras 1–0 São Paulo, em 11 de junho de 1969, com 37 282 pessoas.
O Estádio Palestra Italia foi palco de outras grandes conquistas do Palmeiras. Uma das maiores delas aconteceu em 16 de junho de 1999, quando o Alviverde foi campeão da Copa Libertadores da América, principal competição de clubes do continente. O Palmeiras venceu na final da competição o Deportivo Cali, da Colômbia, com grande destaque para o goleiro Marcos, escolhido o melhor jogador do torneio.
No tempo normal, a equipe brasileira derrotou o time colombiano por 2 a 1. Como o adversário havia vencido por 1 a 0 no jogo de ida, o campeão foi decidido em uma disputa de pênaltis. Num dos momentos mais dramáticos da história do estádio, o Palmeiras levou a melhor, chegando ao título depois de vencer a disputa por 4 a 3.

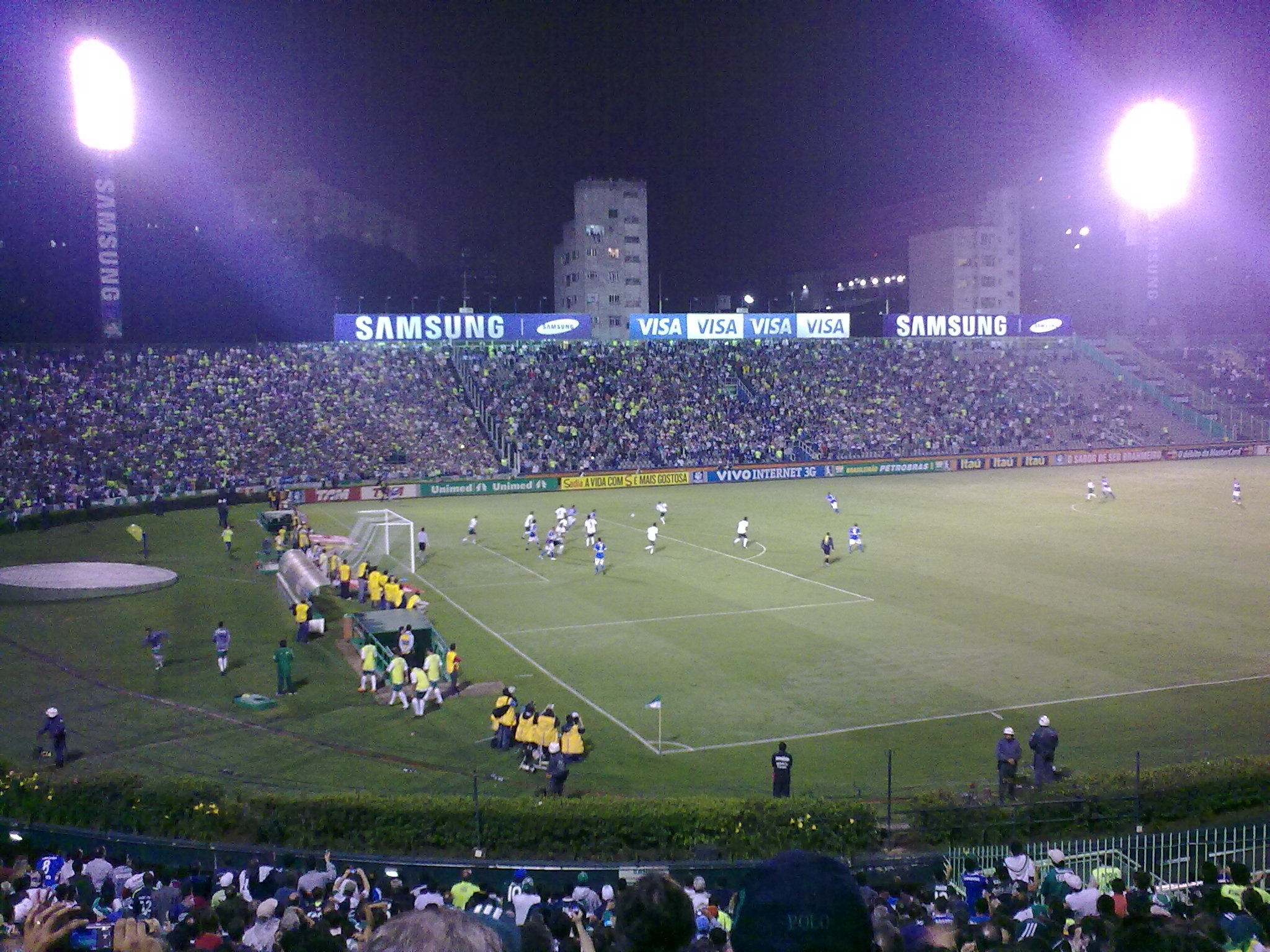
Partida entre Palmeiras e Goiás, disputada em 2009

Um ano antes da conquista da Libertadores, o Palmeiras já havia obtido seu primeiro título internacional oficial no Palestra Italia, com a conquista da Copa Mercosul de 1998. Numa final realizada em três partidas contra o Cruzeiro, o Alviverde perdeu o primeiro jogo, no Estádio do Mineirão, por 1 a 0, mas venceu as duas partidas seguintes, por 3 a 1 e por 1 a 0, ambas no estádio paulistano.
Nos dois anos seguintes, o Palmeiras voltou às finais da Copa Mercosul, com os jogos decisivos novamente disputados no Estádio Palestra Italia. O Alviverde terminou as duas competições como vice-campeão, depois de perder as decisões para o Flamengo, em 1999, e para o Vasco da Gama, em 2000.
Em 9 de julho de 2010, um jogo amistoso entre Palmeiras e Boca Juniors, com vitória por 2 a 0 da equipe argentina, marcou a despedida definitiva do Estádio Palestra Italia, antes do início de uma profunda reforma que transformou o espaço numa arena multiuso, com entrega prevista para o primeiro trimestre de 2014, ano do centenário do clube e da realização da Copa do Mundo de 2014, no Brasil — a entrega acabaria ocorrendo apenas no segundo semestre daquele ano.
Meses antes do amistoso, em 22 de maio, na vitória do Palmeiras por 4 a 2 sobre o Grêmio, o estádio recebeu a última partida oficial do Alviverde ali.

## Localização e vias de acesso
O Estádio Palestra Italia (assim como o atual Allianz Parque, hoje) era considerado um dos estádios mais acessíveis da capital paulista (assim como o Pacaembu). Localizado na Rua Turiaçu, 1840, no bairro da Água Branca (limite entre os bairros da Barra Funda e de Perdizes), no chamado "centro expandido" da cidade de São Paulo, ficava às margens das linhas 7 e 8 do Trem Metropolitano de São Paulo (antigas Estrada de Ferro Santos Jundiaí e Estrada de Ferro Sorocabana, respectivamente) e do Metrô, com as estações Palmeiras–Barra Funda e Água Branca.
A Avenida Francisco Matarazzo, onde se situavam os portões principais do estádio, é servida pelo corredor de ônibus Pirituba-Lapa-Centro da SPTrans, o que facilitava ainda mais o acesso ao estádio a partir do centro da cidade, que podia ser feito em quinze minutos a partir da Praça Ramos de Azevedo, mesmo em horários de maior movimento.

## Ampliações e reformas

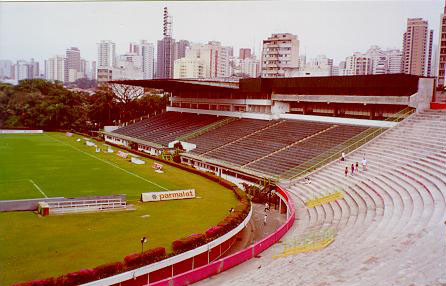
Estádio Palestra Italia em 2000

No final da década de 1950, foi iniciada uma grande reforma, sob o comando do engenheiro Clóvis Felipe Olga, em que a arquibancada foi reconstruída e passou a ter mais do que o dobro da capacidade anterior. Além disso, o campo foi suspenso, e foram construídos vestiários no subsolo. A reinauguração aconteceu em 7 de setembro de 1964, com a realização da partida entre Palmeiras e Esportiva de Guaratinguetá, pelo Campeonato Paulista, quando 31,9 mil pagantes presenciaram a vitória do time da casa por 2 a 0.

### Placar eletrônico
- 1970 — inaugurado o primeiro placar eletrônico do estádio, em parceria com a Citizen. Tratava-se, à época, de um sistema muito moderno, que permitia a sua utilização tanto em jogos diurnos como noturnos.
- 1988 — instalação do placar eletrônico que perdurou até 2010.

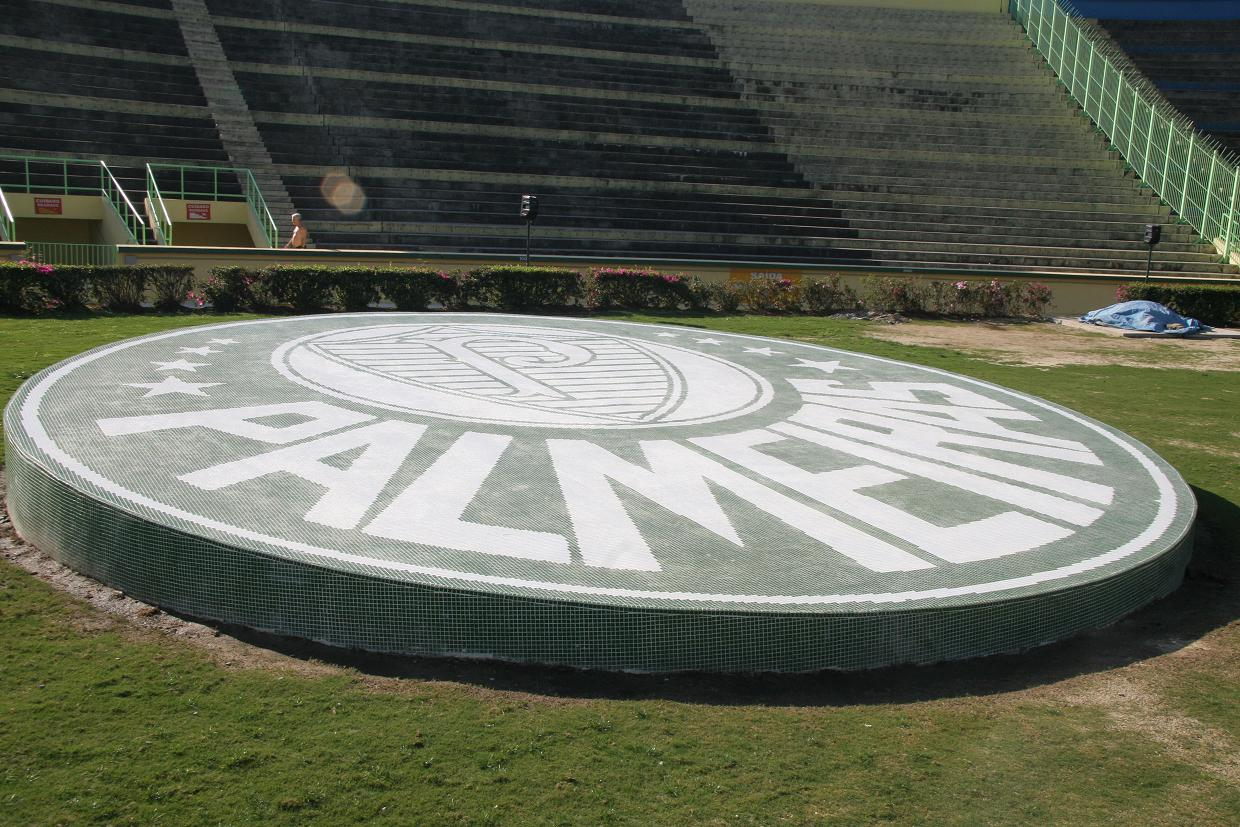
Clássico mosaico com o escudo do Palmeiras que ficava atrás de um dos gols do Estádio Palestra Italia

### Reformas entre 1998 e 2010
1. Em 1998, foi construído um novo anel ligando as arquibancadas com as numeradas descobertas, fechando, assim, uma curva do estádio e dando-lhe a forma de uma "ferradura".
2. A partir de 1999, foram realizadas as seguintes obras:
  - nova fachada;
  - novas torres de iluminação (em parceira com a Eletropaulo) com gerador para emergências;
  - pintura e numeração das arquibancadas;
  - reestruturação na parte destinada à torcida visitante, com novas rampas de acesso na rua Padre Antonio Tomás, reformas nos bares e nas arquibancadas;
  - recuperação total nos camarotes, com a colocação de novas cadeiras, novos sanitários e a instalação de TV a cabo;
  - reforma e pintura das cabines de rádio e televisão;
  - reforma e pintura dos banheiros;
  - construção de um camarote especial para o patrocinador, também com TV a cabo;
  - instalação de catracas eletrônicas para a entrada do público nos jogos;
  - instalação de um novo conjunto de pára-raios;
  - novos restaurantes, lanchonetes e camarotes VIP;
  - criação do setor VISA, para 5 mil espectadores.

### Transformação em arena

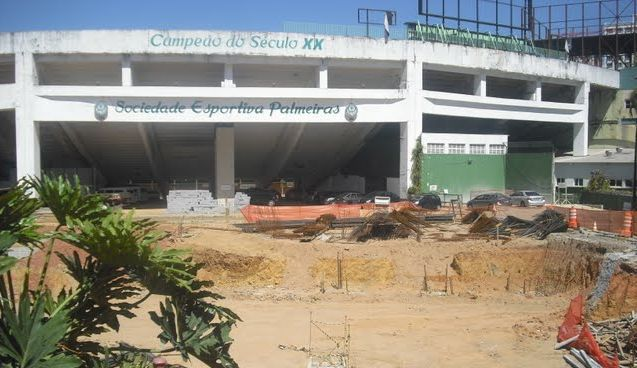
Canteiro de obras da transformação do Estádio Palestra Italia em Arena

Em 30 de junho de 2008, o Conselho Deliberativo do Palmeiras aprovou um projeto de reformas no clube, com o intuito de transformar o estádio numa arena multiuso, mais tarde ratificado pela assembleia dos associados, em 30 de agosto.
O Allianz Parque tem capacidade para 45 mil lugares, todos cobertos, para as partidas de futebol. Para eventos da Fifa, a quantidade de lugares é de 47 mil (45 mil espectadores e dois mil jornalistas). Eventos múltiplos podem receber até 55 mil espectadores. A transformação foi fruto de um acordo assinado entre o Palmeiras e a empresa WTorre Arenas, do grupo WTorre. Após a entrega da arena, a WTorre administrará o local durante trinta anos, e o Palmeiras terá participação nas receitas neste período.
O projeto ainda previa:
- anfiteatro para até doze mil pessoas;
- centro de convenções;
- restaurantes, praça de alimentação e lanchonetes;
- quinze elevadores e três conjuntos de escadas rolantes;
- dois vestiários padrão FIFA;
- 160 camarotes com capacidade para 12, 17, 18 e 21 lugares localizados em diferentes zonas e níveis;
- estacionamento com duas mil vagas cobertas;
- construção de um edifício poliesportivo com três pavimentos;
- campos de Futebol Society (com pista para caminhada);
- seis quadras poliesportivas;
- seis quadras de tênis;
- construção de um edifício administrativo, com seis pavimentos;
- memorial da Sociedade Esportiva Palmeiras.

## Eventos
Além de partidas de futebol, o Estádio Palestra Italia costumava receber importantes eventos musicais, graças à sua estratégica localização. Alguns dos shows de grande destaque no cenário musical que aconteceram no estádio foram:
- 5 de junho de 2010: apresentação e gravação do álbum Exaltasamba – 25 Anos Ao Vivo, do grupo Exaltasamba;
- 29 de maio de 2010: show da banda estadunidense de hard rock Aerosmith;[20]
- 13 de março de 2010: show da banda estadunidense de hard rock Guns N' Roses;[21]
- 5 de abril de 2008: show do roqueiro britânico Ozzy Osbourne, com abertura das bandas norte-americanas Korn e Black Label Society[22];
- 4 de abril de 2008: show do roqueiro britânico Rod Stewart;
- 2 de março de 2008: apresentação da banda britânica de heavy metal Iron Maiden[23];
- 21 de abril de 2007: show da banda estadunidense de rock Evanescence;
- 22 de outubro de 2006: São Paulo Mix Festival com show das bandas brasileiras Charlie Brown Jr. e CPM 22, além das bandas estadunidenses Yellowcard e Fall Out Boy;
- 6 de dezembro de 1997: festival comemorativo de aniversário de doze anos da rádio 89 FM, com shows da banda britânica de hard rock Whitesnake, da banda estadunidense de thrash metal Megadeth, da banda estadunidense de heavy metal progressivo Queensrÿche e da banda brasileira de rock Charlie Brown Jr.;
- 1 e 2 de maio de 1993: shows da banda estadunidense de thrash metal Metallica[24][25];
- 1 de agosto de 1992: apresentação da banda britânica de heavy metal Iron Maiden;
- 23 de setembro de 1990: show do roqueiro britânico David Bowie;
- 11 e 12 de agosto de 1990: duas apresentações da turnê do álbum As Quatro Estações, gravadas em As Quatro Estações ao Vivo (2004), da banda brasileira Legião Urbana;
- 17, 18 e 19 de março de 1989: shows da banda norueguesa A-ha;
- 12 de outubro de 1988: show do roqueiro norte-americano Bruce Springsteen.

## Estatísticas

### Retrospecto geral do Palmeiras no estádio
| Estatística      | Dados   |
| Jogos disputados | 1 572   |
| Vitórias         | 1 064   |
| Empates          | 319     |
| Derrotas         | 189     |
| Gols pró         | 3 700   |
| Gols contra      | 1 488   |
| Saldo de gols    | + 2 212 |

## Partidas importantes
- Final da Taça Libertadores da América de 1999, quando o Palmeiras sagrou-se campeão do torneio:

| 16 de junho de 1999 21h45 | Palmeiras                   | 2–1 | Deportivo Cali   | Público: 32 000 Árbitro:Ubaldo Aquino |
|                           | Evair (pen) 64' · Oséas 75' |     | Zapata (pen) 69' |                                       |

|                                                                                           |     | Penalidades                                                                     |  |
| Zinho: na trave Júnior Baiano: marcou Roque Júnior: marcou Rogério: marcou Euller: marcou | 4–3 | Dudamel: marcou Gaviria: marcou Yepes: marcou Bedoya: na trave Zapata: pra fora |  |

- Finais da Copa Mercosul de 1998, quando o Palmeiras sagrou-se campeão do torneio:

| 26 de dezembro de 1998 16h40 | Palmeiras                               | 3–1 | Cruzeiro        | Público: 27 775 Árbitro: Cláudio Cerdeira |
|                              | Cléber 8' · Oséas 52' · Paulo Nunes 85' |     | Fábio Júnior 3' |                                           |

| 29 de dezembro de 1998 21h55 | Palmeiras | 1–0 | Cruzeiro | Público: 28 959 Árbitro: Luciano Almeida |
|                              | Arce 62'  |     |          |                                          |

- Final da Copa Mercosul de 1999, quando o Flamengo sagrou-se campeão do torneio (vencera o primeiro jogo por 4 a 3):

| 20 de dezembro de 1999 21h45 | Palmeiras                             | 3–3 | Flamengo                               | Público: 32 000 Árbitro: Luciano Almeida |
|                              | Arce 20' · Arce 65' · Paulo Nunes 67' |     | Caio 50' · Rodrigo Mendes 56' · Lê 83' |                                          |

- Finais da Copa Mercosul de 2000, tendo o Vasco como campeão:

| 12 de dezembro de 2000 21h45 | Palmeiras | 1–0 | Vasco da Gama | Público: 18 396 Árbitro: Oscar Roberto Godói |
|                              | Neném 21' |     |               |                                              |

| 20 de dezembro de 2000 21h45 | Palmeiras                              | 3–4 | Vasco da Gama                                              | Público: 29 993 Árbitro: Márcio Rezende de Freitas |
|                              | Arce (pen) 36' · Magrão 37' · Tuta 45' |     | Romário (pen) 59', (pen) 68', 90+3' · Juninho Paulista 86' |                                                    |

- Final da Copa do Brasil de 1996, quando o Cruzeiro sagrou-se campeão do torneio:

| 19 de junho de 1996 21h40 | Palmeiras | 1 - 2 | Cruzeiro                             | Público: 29 139 Árbitro: Sidrack Marinho dos Santos |
|                           | Luizão 5' |       | Roberto Gaúcho 25' Marcelo Ramos 83' |                                                     |

- Final do Campeonato Paulista de 2008, com a conquista do 22º título paulista do Palmeiras.

| 4 de maio de 2008 16h00 | Palmeiras                                                                                      | 5 - 0 | Ponte Preta | Público: 27 927 pagantes Árbitro: Cléber Wellington Abade |
|                         | Ricardo Conceição (contra) 19' Alex Mineiro 33' Valdivia 72' Alex Mineiro 74' Alex Mineiro 83' |       |             |                                                           |

- Final do Campeonato Paulista de 1936, com a conquista do 7º título paulista do Palestra Italia, antigo nome do Palmeiras.

| 9 de maio de 1937 15h00 | Palestra Italia        | 2–1 | Corinthians | Público: 18 000 Árbitro: Antonio Sotero de Mendonça |
|                         | Luizinho 1' Moacir 10' |     | Filó 61'    |                                                     |

- Penúltima partida do Campeonato Paulista de 1996 (disputado em dois turnos de pontos corridos), que marcou a conquista do 21º título paulista do Palmeiras, na melhor campanha da história do futebol profissional de uma equipe paulista, com 102 gols marcados.

| 2 de junho de 1996 16h00 | Palmeiras            | 2—0 | Santos | Público: Não disponível Árbitro: Oscar Ruiz |
|                          | Luizão 6' Cléber 79' |     |        |                                             |

- Última partida do Campeonato Paulista de 1976 (disputado em pontos corridos), na conquista do 18º título paulista do Palmeiras, último troféu do clube com Ademir da Guia no elenco.

| 18 de agosto de 1976 16h00 | Palmeiras          | 1–0 | XV de Piracicaba | Público: 40 283 Árbitro: Romualdo Arpi Filho |
|                            | Jorge Mendonça 39' |     |                  |                                              |

- Partida decisiva do Campeonato Paulista de Futebol de 1933, que representou o quinto título paulista do Palestra Italia, antigo nome do Palmeiras. O jogo também fez parte da tabela do primeiro Torneio Rio-São Paulo da história, que foi vencido um mês depois também pelo Palestra Italia.

| 12 de novembro de 1933 15h00 | Palestra Italia | 1–0 | São Paulo | Público: 35 000 Árbitro: Alzemiro Ballio |
|                              | Avelino 71'     |     |           |                                          |

- Primeiro jogo da final da Copa João Havelange (equivalente ao Campeonato Brasileiro de Futebol), em 2000, entre São Caetano e Vasco da Gama:

| 27 de dezembro de 2000 21h40 | São Caetano | 1–1 | Vasco       | Público: 29 288 Árbitro: Carlos Eugênio Simon |
|                              | ~César 14'  |     | Romário 27' |                                               |

- Primeiro jogo da final da Copa do Brasil de 2004, entre Santo André e Flamengo:

| 23 de julho de 2004 21h40 | Santo André            | 2–2 | Flamengo                         | Público: 20 994 Árbitro: Wilson de Souza de Mendonça |
|                           | Osmar 51' Romerito 59' |     | Roger Guerreiro 25' Athirson 83' |                                                      |

- Último jogo oficial do Palestra Italia, em 2010, pela terceira rodada do Campeonato Brasileiro, entre Palmeiras e Grêmio:

| 22 de maio de 2010 18h30 | Palmeiras                                              | 4–2 | Grêmio             | Público: 18 635 Árbitro: Paulo Godoy Bezerra |
|                          | Ewerthon 15' 29' Maurício Ramos 60' Cleiton Xavier 70' |     | Jonas 31' Hugo 49' |                                              |

- Partida que concedeu o título do primeiro Torneio Rio-São Paulo ao Palmeiras:

| 10 de dezembro de 1933 17h00 | Palmeiras              | 2–1 | Fluminense   | Público: 25 000 Árbitro: Loris Cordovil[carece de fontes?] |
|                              | Gabardo 15' · Dula 19' |     | Bermudes 94' |                                                            |

## Fatos sobre o estádio
- O nome oficial do local, Estádio Palestra Italia,[2] não possui acento na segunda palavra formadora porque faz justamente uma homenagem ao primeiro nome do Palmeiras: Palestra Italia, sem acento, conforme a ata de fundação.[28]
- "Palestra", em grego e em italiano, significa ginásio esportivo ou ginástica;
- Em 16 de maio de 1920,[29] na primeira partida como legítimo proprietário do estádio, o Palestra Italia aplicou uma goleada sobre o Mackenzie, por 7 a 0, gols de Caetano (3), Heitor (2), Fabbi e Imparato.
- Em 15 de agosto de 1914, o Estádio Palestra Italia sediou a primeira partida internacional do Corinthians, que perdeu para o Torino (da Itália) por 3 a 0;
- Em 8 de agosto de 1920, o estádio sediou o Palestra Italia na maior goleada de sua história: 11 a 0 contra o S.C Internacional, pelo Campeonato Paulista;
- Em 26 de outubro de 1922, o Palmeiras venceu o Paraguai por 4 a 1, no primeiro jogo internacional do estádio;[30]
- Em 3 de novembro de 1933, ocorreu a maior goleada contra o maior rival: Palestra Italia 8×0 Corinthians;[31]
- Em 16 de dezembro de 1934, o Palestra Italia perdeu para a seleção brasileira por 4 a 1 (gol de Carazzo);[32]
- Em 21 de janeiro de 1976, o Estádio Palestra Italia viu seu último clássico entre Palmeiras e Corinthians: empate por 1 a 1[31] .
- De 1986 a 1990, um número expressivo de 68 jogos de invencibilidade foi construído no Palestra Italia, recorde no futebol brasileiro e mundial[33].

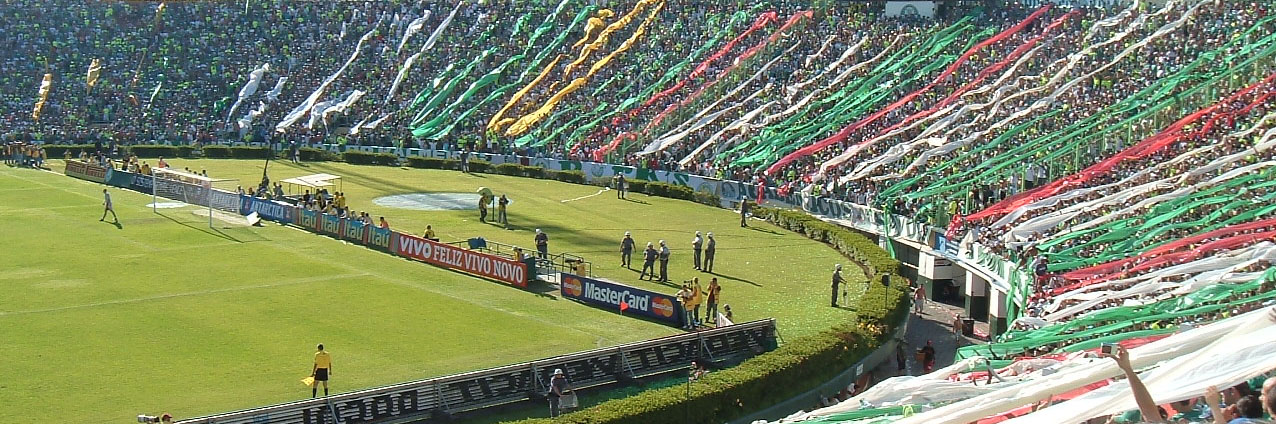
Torcida do Palmeiras no Estádio Palestra Italia em dezembro de 2007.